# Katedra Najświętszej Maryi Panny z Guadalupe w Anchorage
Katedra Najświętszej Maryi Panny z Guadalupe w Anchorage – archikatedra rzymskokatolickiej Metropolii Anchorage-Juneau położona w Anchorage, oddana do użytku 12 grudnia 2005 roku.

## Historia
Parafia pw. Najświętszej Maryi Panny z Guadalupe w Anchorage istniała od 1976 roku, jednak w 2005 zakończono budowę nowego kościoła. W 2014 roku została ona konkatedrą archdiecezji Anchorage. W 2020 roku razem z powstaniem archdiecezji Anchorage-Juneau została jej archikatedrą, zaś katedra Narodzenia Najświętszej Maryi Panny w Juneau została jej konkatedrą.